# ههیا
ههیا
ههیا نام شهر و شهرستانی در استان شرقیه مصر است.